# Petrysa
Petrysa (Petrissa) – księżna połabska, żona księcia Stodoran Przybysława Henryka.
Jej data narodzenia i pochodzenie nie są znane. Imię wskazuje na to, iż była chrześcijanką. Ślub z Przybysławem Henrykiem zawarła przed objęciem przez niego rządów w 1127 roku. Odgrywała dużą rolę w życiu politycznym kraju, być może sprawując nawet współrządy z mężem, szczególnie pod koniec jego życia. Wysoki status Petrysy potwierdzają jej wizerunki umieszczone na niektórych monetach emitowanych przez Przybysława. Przy współudziale księżnej doszło do fundacji klasztoru premonstratensów w Pardwinie koło Brenny.
Po zgonie męża w 1150 roku przez trzy dni ukrywała wiadomość o jego śmierci, w tym czasie zawiadamiając o niej jedynie margrabiego Albrechta Niedźwiedzia, który przybył i zajął Brennę. Mogło to być wyrazem jej proniemieckich sympatii lub obawy przed nawrotem pogaństwa w kraju. Dalsze losy Petrysy są nieznane.